# Estação Buninskaia Alleia
Buninskaia Alleia (em russo:  Бунинская аллея) é uma estação terminal da linha Butovskaia (Linha 12) do Metro de Moscovo, na Rússia. A estação «Buninskaia Alleia» está localizada após a estação «Ulitsa Gortchakova».